# Клеточный цикл
Кле́точный цикл — период существования клетки от момента её образования путём деления материнской клетки до собственного деления или гибели. Важнейший механизм репродукции всех живых организмов. Способность клеток к самовоспроизведению основана на уникальном свойстве ДНК создавать две идентичные копии самой себя. В процессе деления клетки эти копии распределяются между двумя дочерними клетками.

## Длительность клеточного циклаэукариот
Длительность клеточного цикла у разных клеток разная. Быстро размножающиеся клетки взрослых организмов, такие как кроветворные или базальные клетки эпидермиса и тонкой кишки, могут входить в клеточный цикл каждые 12—36 ч. Короткие клеточные циклы (около 30 мин) наблюдаются при быстром дроблении яиц иглокожих, земноводных и других животных. В экспериментальных условиях короткий клеточный цикл (около 20 ч) имеют многие линии клеточных культур. У большинства активно делящихся клеток длительность периода между митозами составляет примерно 10—24 ч.

## Фазы клеточного циклаэукариот
Клеточный цикл эукариот состоит из двух периодов:
- период клеточного роста (интерфаза), во время которого идет синтез ДНК и белков и осуществляется подготовка к делению клетки. Состоит из нескольких стадий:
  - G1-фазы (от англ. gap — промежуток), или фазы начального роста, во время которой идет синтез мРНК, белков, других клеточных компонентов;
  - S-фазы (от англ. synthesis — синтез), во время которой идет репликация ДНК клеточного ядра, также происходит удвоение центриолей (если есть).
  - G2-фазы, во время которой идет подготовка к митозу.

Дифференцировавшиеся клетки, которые более не делятся, находятся в фазе покоя G0 (имея столько же ДНК, как в G1);
- период клеточного деления (фаза М, от слова mitosis — митоз). Включает две стадии:
  - кариокинез (деление клеточного ядра). Митоз, в свою очередь, делится на пять стадий.
  - цитокинез (деление цитоплазмы).

Описание клеточного деления базируется на данных световой микроскопии в сочетании с микрокиносъемкой и на результатах световой и электронной микроскопии фиксированных и окрашенных клеток.

## Регуляция клеточного цикла
Закономерная последовательность смены периодов клеточного цикла осуществляется при взаимодействии таких белков, как циклин-зависимые киназы и циклины. Клетки, находящиеся в фазе G0, могут вступать в клеточный цикл при действии на них факторов роста. Разные факторы роста, такие как тромбоцитарный, эпидермальный, фактор роста нервов, связываясь со своими рецепторами, запускают внутриклеточный сигнальный каскад, приводящий в итоге к транскрипции генов циклинов и циклин-зависимых киназ. Циклин-зависимые киназы становятся активными лишь при взаимодействии с соответствующими циклинами. Содержание различных циклинов в клетке меняется на протяжении всего клеточного цикла. Циклин является регуляторной компонентой комплекса циклин-циклин-зависимая киназа. Киназа же является каталитическим компонентом этого комплекса. Киназы не активны без циклинов. На разных стадиях клеточного цикла синтезируются разные циклины. Так, содержание циклина B в ооцитах лягушки достигает максимума к моменту митоза, когда запускается весь каскад реакций фосфорилирования, катализируемых комплексом циклин-В/циклин-зависимая киназа. К окончанию митоза циклин быстро разрушается протеиназами.

## Контрольные точки клеточного цикла
Для определения завершения каждой фазы клеточного цикла необходимо наличие в нем контрольных точек. Если клетка «проходит» контрольную точку, то она продолжает «двигаться» по клеточному циклу. Если же какие-либо обстоятельства, например, повреждение ДНК, мешают клетке пройти через контрольную точку, которую можно сравнить со своего рода контрольным пунктом, то клетка останавливается и другой фазы клеточного цикла не наступает, по крайней мере, до тех пор, пока не будут устранены препятствия, не позволявшие клетке пройти через контрольный пункт. Существует как минимум четыре контрольных точки клеточного цикла: точка в G1, где проверяется интактность ДНК, перед вхождением в S-фазу, сверочная точка в S-фазе, в которой проверяется правильность репликации ДНК, сверочная точка в G2, в которой проверяются повреждения, пропущенные при прохождении предыдущих сверочных точек, либо полученные на последующих стадиях клеточного цикла. В G2-фазе детектируется полнота репликации ДНК, и клетки, в которых ДНК недореплицирована, не входят в митоз. В контрольной точке сборки веретена деления проверяется, все ли кинетохоры прикреплены к микротрубочкам.

## Нарушения клеточного цикла и образование опухолей

Увеличение синтеза белка p53 ведет к индукции синтеза белка p21 — ингибитора клеточного цикла

Нарушение нормальной регуляции клеточного цикла является причиной появления большинства твердых опухолей. В клеточном цикле, как уже говорилось, прохождение контрольных пунктов его возможно только в случае нормального завершения предыдущих этапов и отсутствия поломок. Для опухолевых клеток характерны изменения компонентов сверочных точек клеточного цикла. При инактивации сверочных точек клеточного цикла наблюдается дисфункция некоторых опухолевых супрессоров и протоонкогенов, в частности p53, pRb, Myc и Ras. Белок p53 является одним из факторов транскрипции, который инициирует синтез белка p21, являющегося ингибитором комплекса CDK-циклин, что приводит к остановке клеточного цикла в периоде G1 и G2. Таким образом клетка, у которой повреждена ДНК, не вступает в S-фазу. При мутациях, приводящих к потере генов белка p53, или при их изменениях, блокады клеточного цикла не происходит, клетки вступают в митоз, что приводит к появлению мутантных клеток, большая часть из которых нежизнеспособна, другая — дает начало злокачественным клеткам.